# Ciento siete
El ciento siete (107) es el número natural que sigue al 106 y precede al 108.

## En matemáticas
- Es el 28º número primo, después del 103 y antes del 109, con el cual son números primos gemelos.
- Es un número primo de Chen.
- Puesto en la ecuación 2p − 1, 107 da 162259276829213363391578010288127, un primo de Mersenne.
- Es un primo seguro.
- Número primo fuerte.

## En ciencia
- Es el número atómico del bohrio.

## En otros campos
107 es también:  
- Es el número telefónico de emergencias en Buenos Aires y en Ciudad del Cabo.
- Es el número de registro del STS-107 de la NASA, cuya tripulación murió al reentrar en la atmósfera terrestre en 2003.